# 하청 (북제)
하청(河淸/河清, 562년 4월 ~ 565년 4월)은 북제(北齊) 무성제(武成帝) 고담(高湛)의 두번째 연호이다. 3년 동안 사용하였다.

## 개원
- 태녕(太寧) 2년 4월 6일[1](562년 5월 24일)에 연호를 하청(河淸)으로 개원함.[2][3][4][5]

- 하청(河淸) 4년 4월 24일[6](565년 6월 8일)에 연호를 천통(天統)으로 개원함.[7][3][8][5]

## 연대 대조표
| 하청        | 원년            | 2년        | 3년        | 4년        |
| 서기        | 562년           | 563년      | 564년      | 565년      |
| 간지        | 임오(壬午)      | 계미(癸未) | 갑신(甲申) | 을유(乙酉) |
| 북주 (北周) | 보정(保定) 2년  | 3년        | 4년        | 5년        |
| 남진 (南陳) | 천가(天嘉) 3년  | 4년        | 5년        | 6년        |
| 후량 (後梁) | 천보(天保) 원년 | 2년        | 3년        | 4년        |

## 동시대 연호

### 한국
신라(新羅)
- 개국(開國) (551년 ~ 568년)

### 중국
남진(南陳)
- 천가(天嘉) (560년 ~ 566년)

북주(北周)
- 보정(保定) (561년 ~ 566년)

후량(後梁)
- 천보(天保) (562년 ~ 585년)

고창국(高昌國)
- 연창(延昌) (561년 ~ 601년)

## 같이 보기
- 중국의 연호 목록